# Národ
Národ (latinsky natio) je společenství lidí, kteří jsou navzájem spojeni kombinací několika druhů objektivních vztahů (hospodářské, náboženské...) a odrazem těchto vztahů ve společenském vědomí. Jazykově pojem odpovídá narození (latinsky natio), tedy společnému místu či společným předkům. Tímto pojmem se v různých zemích a jazycích odlišují zcela rozdílné sociální organismy. Rozlišuje se tak zejména mezi politickým a etnickým národem. Etnický národ stojí primárně na sdíleném jazyku, dále pak na historii a kultuře – za příslušníky národa jsou považováni všichni jedinci, kteří hovoří stejným jazykem, sdílejí stejnou historii a kulturu. Politický národ stojí na občanství – za příslušníky národa jsou považováni všichni jedinci, kteří jsou teritoriálně soustředěni ve státě, jsou jeho občany a mají oprávnění účastnit se politiky a uplatňovat svou suverenitu.

## Definice označení národ
V sociálních vědách převládá názor, že národ je sociální konstrukt. Tzv. konstruktivisté tvrdí, že národnost pak není objektivně daná vlastnost, kterou by bylo možno nezávisle určovat. Geneticky se národy silně prolínají a jednotlivce nelze jednoznačně přiřadit. Opačný názor zastává primordialismus, který byl po 2. světové válce podroben silné kritice. Z hlediska modernistických teorií nacionalismu se primordialismus vyjevuje jako součást nacionalistické propagandy, a jako takový má být předmětem a nikoli východiskem analýzy „národů“ a nacionalismu. Národní příslušnost čili národnost lze dle konstruktivistického přístupu určit jen na základě proklamace jedinců (k jakému národu se hlásí). Často je však národnost přiřazována i dle objektivních kritérií – nejčastěji kombinace jazyka a státní příslušnosti.
Národní příslušnost je formována na základě působení různých faktorů, především geografických a jazykových, ale také politických, ekonomických a náboženských. Příslušníky národa většinou spojuje společná kultura, historie a jazyk, často i hospodářský život a obývané území.
Podle Gellnera je národ produktem průmyslové společnosti. Naopak Keane tvrdí, že národní identita se začala v Evropě formovat po pádu karolínské říše. Šlechta a duchovní se začali označovat latinským termínem natio – národ, aby zdůraznili používání společného jazyka a společnou historickou zkušenost.
Podle podobné definice Josifa Stalina „národ je historicky vyvinutým, stabilním společenstvím jazyka, území, hospodářského života a psychologické skladby, jež se projevují ve společenství kulturním“.
Pojem národ se někdy překrývá s pojmem etnická skupina či etnikum, národnost s pojmem etnicita.

## Pojem národ
Slovo „národ“ (a jeho protějšky v evropských jazycích) mělo a má několik významů :
- V Evropě existovaly středověké národy, které zahrnovaly jen politicky privilegované vrstvy státu. Mluví se proto někdy o národu politickém či stavovském.
- Kvodlibetní proslov (výroční univerzitní disputace na zvolené téma) Jeronýma Pražského (1409) vyjmenovává všechny složky obyvatelstva.
- V dnešním slova smyslu pojem vznikl v 18. a 19. století v souvislosti s průmyslovou revolucí.
- V řadě jazyků pojem „národ“, splývá s pojmem „lid“. Ve staré češtině bylo pro změnu pro označení národa běžně užíváno slova „jazyk“.

Na to vztahy a to jak se pojem národ vyvinul z případných středových pojmů nepanuje jednotný názor. Odborník na starší českou literaturu Alexandr Stich například poukazuje na skutečnost, že český jazykový nacionalismus má kořeny hluboko v době barokní.(BL)
Na poli historickém s názory převážně sociologů a moderních historiků dlouhodobě polemizují medievisti – viz „vzpoura medievistů.“ Z tohoto pohledu se tématem v Česku zabýval nejvíc František Šmahel, viz jeho shrnutí předmoderních národů a nacionalismů (Idea národa v husitských Čechách, Praha: Argo 2000).
Slovo národ může znamenat v jiných, neevropských, společnostech něco jiného. Proto je příhodné si nejdříve zjistit místní definici.
Pojmy národ a stát označují dvě věci odlišného charakteru: více méně subjektivní kolektivní identitu v prvém případě a právně-politický objekt v druhém. Dnes ve světě existují národní státy, státy multinárodní, ale i národy, které svůj vlastní stát nemají.
Pojem „národ“ není právně definován. Klasická teorie mezinárodního práva uznává jako subjekt pouze suverénní stát.

## Pojem národ a nacionalismus
Novodobý nacionalismus byl navíc se zpožděním přejat na různých místech planety, například ve východní Asii původně jako reakce na agresi koloniálních mocností, a vytvořil tam specifické modifikace, odpovídající místním podmínkám.
Pojem národa je poté použit jako kupříkladu prostředek k prosazování zájmů skupin, které mimo společný jazyk spolu neměly mnoho společného (přestože měli společná tato obecná kritéria – etnikum, jazyk, kultura, území, stát).
Dříve volněji chápaná národní identita se během 19. století „přeměnila“ v ideologii, nacionalismu. Tato ideologie vykládá smysl života společnosti i organizace jedinců v ní na základě příslušnosti k národu.
V individuální rovině je národní identita zvláštní forma skupinové identity, díky níž se lidé bez ohledu na fyzický kontakt mezi sebou cítí být vzájemně svázáni. Důvody, proč se cítí být vzájemně svázáni, jsou rozmanité – hovoří stejným jazykem, žijí nebo mají vztah k určitému teritoriu, mají společnou historii, stejně interpretují chvíle, kdy národ, ke kterému se řadí, selhal či naopak uspěl, udržují stejné zvyky, … .
Někteří sociální vědci (např. Ernest Gellner) tvrdí, že národ není zdrojem nacionalismu, ale naopak moderní národ vznikl pro potřeby nacionalismu.

## Znaky národa
Obecně se dá říct, že mezi hlavní znaky národa můžeme zařadit společný jazyk, mentalita,[ujasnit] kultura, území, historie a tradice.[zdroj?] Těmito subjekty se tvoří kultura národa:
Společný jazyk je prvek, který byl utvářen za účelem komunikace mezi jednotlivými členy národa, a postupem chodu času se zdokonaloval. Např. jazyk český jak ho dnes známe, se vyvíjel po celá staletí. Dále tu máme slang a regionální dialekty, které vznikly v katastrální závislosti. Proto pozorujeme různé odchylky v jazyce napříč republikou.
O mentalitě národu se dá říct, že se jedná o vzorec chování charakteristický pro daný národ dle územního vývoje. To je dáno kulturní a historickou tradicí. Například lidé na severu Evropy jsou typicky introvertní a klidnějších povah, za to lidé z jihu jsou extrovertní a temperamentní. Za zmínku také stojí kontrast Německa a USA. Pro Němce je typická strnulost, preciznost a dochvilnost, nýbrž pro Američany spíše bezprostřednost, liberálnost a určitá ležérnost.
Tradice můžeme brát jako sdílení poznání, schopností a také mravů v rámci kultury nebo národa. V této souvislosti je dobré poznamenat pojmy jako folklor nebo lidová slovesnost.
Folklor = projev lidové kultury, které je předáván ve formě obyčejů. Jsou v něm zahrnuty různé zvyklosti jako třeba kroje nebo jen různé bizarní aktivity jako chytání bochníku sýru, který se kutálí z kopce v anglickém Gloucesteru.
Lidová slovesnost= jedná se příběhy předávané v ústní podobě. Typická pro český venkov, kde se pod Habsburskou nadvládou udržoval český jazyk i tímto způsobem.
Historie národa v plné míře odráží jeho vývoj, může tedy na něm zanechat následky, historické události mohou ovlivnit vztah národa  k jinému. Například, okupace československého prostoru sovětskými vojsky paktu Varšavské smlouvy, která v československém lidu zakořenila nenávist vůči všemu ruskému.
Státní svátky = jedná se o národně nejvýznamnější historické události, které se udály, a proto, si je lidé každoročně připomínají.
Mezi subjektivní znaky řadíme ty, které převážně národ definují, protože národ je především výtvorem psycho politickým:
Národní sebeuvědomění je nejdůležitějším prvkem ze subjektivních znaků. Jedná se o základů formování daného národa (USA, Čína). Doslova to tedy znamená získání vědomí příslušnosti k národu.
Můžeme zde ještě zmínit národní loajalitu jako „lásku k domovu a připravenost jej bránit“
Je potřeba tedy dodat, že ač většinou převládnou a definují daný národ subjektivní znaky. Národ by nemohl existovat ani bez objektivní. Jde tedy říct, že národ je směs subjektivních a objektivních znaků.

## Vytvoření národního povědomí v Evropě
Pojmenování národa, také jako důležitý nápad se objevil v osmnáctém století, kdy Johann Gottfried Herder, německý filozof, pomáhal rozvíjet myšlenku národního státu. V té době proběhla průmyslová revoluce, která vedla ke vzniku průmyslové společnosti. Tyto změny přispěly k nárůstu národního povědomí v Evropě:
- Industrializace byla doprovázena urbanizací, což přispělo k ústupu tradičních venkovských společenství. Jelikož město nevedlo k vytvoření komunit komunitního typu, apelování na národ jako na komunitu kompenzovalo tuto ztrátu.
- V průmyslové společnosti nastala i změna identit. Jedinci se přestali vnímat jako rolníci nebo aristokraté, ale začali se vnímat jako členové národa. To bylo doprovázeno myšlenkou bratrství, zejména po francouzské revoluci.
- Vývoj vzdělávání přispěl k šíření národních jazyků, který byl doprovázen rozvojem symbolické kultury spojené s těmito jazyky.
- Rozvoj sekularizace také oslabil pocit sounáležitosti k identitě náboženství, denominace identity s národností. [9]

## Citáty
- „Náš národ vznikl v 19. století jako jiné národy – tedy jako abstrakce, která měla logiku ve své době, ale neřekl bych, že ji má i dnes. Teď už to chce zase jinou, chytřejší abstrakci. Kdybychom se uměli nad pojem národ povznést, nemohlo by nám to neprospět. K čemu je nám dobré, že jsme národ? K ničemu. A jsme jím vůbec? Peroutka napsal, že jsme prostě obyvatelstvo, které tady zbylo. Je to špatná zpráva? Nejenom. Ukazuje, že konečně zas může být i něco lepšího než národ. Je mi přece jedno, k jakému národu patří člověk, co je mým sousedem v domě, ale chci mu rozumět v základních věcech, chci, abychom si navzájem byli vypočitatelní. S tím národ nemá co dělat. Ten pojem znamená pořád se vůči někomu vymezovat. To je nebezpečné.“ –Pavel Kosatík v rozhovoru s Reflexem 51/02[10]
- „Myslím si, že demokracie bez národního státu je nemyslitelná. Je totiž založena na svobodné a intenzivní komunikaci, a ta je nemožná bez té zvláštní vazby, která spojuje navzájem lidi mluvící tímtéž jazykem. Národ je společenství přirozené řeči a já zatím neznám žádnou jinou přirozenou řeč než různé národní jazyky. Jen ve společenství přirozené řeči je možná ta komunikace, na níž stojí demokracie a jejímž symbolem je svobodná literatura: komunikace nekontrolovatelná, neplánovatelná a nemanažovatelná. Bez ní by se veřejný prostor brzy stal kořistí plánovačů a manažerů.“ Václav Bělohradský, Kapitalismus perestrojka teprve čeká (rozhovor se Zdenko Pavelkou, Společnost nevolnosti, SLON 2007)
- „Existují dvě základní definice národa, které jsou doplňovány o další aspekty a vzájemně se mnohdy obohacují a prolínají. První je zaměřena na etnickou podstatu společenství, druhý na kulturně-společenskou. Odpůrci nacionalismu (a obecně pojmu národ) argumentují, že obě definice v praxi selhávají, jsou domnělé a na lidského tvora sotva působící. Základním argumentem je neexistence jednotných rozdílů u lidských tvorů zapříčiněné jejich etnickým původem nebo kulturním prostředím určitého národa. Proti této koncepci stojí teorie nacionální, které společně s vědou, konkrétně pak s psychologií a sociologií tvrdí, že člověk je do značné míry (někteří psychologové dokonce tvrdí že až 80 %) ovlivňován předpoklady vyplývajícími z jeho genofondu a také kulturním prostředím (ovlivňujícím oněch zbývajících 20 %), které předurčuje mnohé hodnoty a sociální chování jedince. Přes všechny teoretické předpoklady historie a současnost jasně ukazují, že chybějící národní společenství (mnohé státy Afriky nebo Afghánistán) rozkládá státní útvary a vede k dlouhodobým kmenovým válkám a politické nestabilitě, nebo vede ke snaze vytvořit národ nový (jak je tomu v USA). Vymazat národy z lidské civilizace nepůjde, místo starých a přirozených společenství vždy nastupují jejich substituty.“ – Jaroslav Janovec, Nacionalismus – obrana jednoho citu